# 도니 부시
오웬 조지프 "도니" 부시(Owen Joseph "Donie" Bush, /doʊniː/, 1887년 10월 8일~1972년 3월 28일)는 미국의 전 프로 야구 선수이자 감독, 구단주, 스카우트이다. 1905년부터 사망한 해인 1972년까지 프로 야구계에 몸담았다.
1908년 데뷔해 1921년까지 디트로이트 타이거스에서 주전 유격수로 뛰었으며, 1921년부터 1923년까지 워싱턴 세너터스에서 전천후 내야수로 뛰었다. 데드볼 시대에 최고의 수비형 유격수 중 한 명으로 평가받았다. 1914년 시즌에 기록한 425개의 풋아웃과 969번의 수비 기회는 오늘날에도 단일 시즌 아메리칸 리그(AL) 소속 유격수 부문 최다 기록으로 남아 있다. 다섯 차례 AL 유격수 부문 어시스트 1위를 차지했으며, 통산 9번의 삼중살을 만들어내면서 이 부문 메리저 리그 1위에 이름을 올리고 있다.
타자로서는 높은 타율을 기록하지는 못했지만 볼넷, 희생 번트, 도루, 득점 부문에서 꾸준히 리그 상위권 기록을 냈다. 은퇴하던 해인 1923년까지 통산 볼넷 1,158개를 기록하며 당시 메이저 리그 선수 중 통산 볼넷 역대 2위에 이름을 올렸었으며, 통산 희생 번트 337회를 기록해 오늘날에도 메이저 리그 역사상 다섯 번째로 희생를 많이 기록한 선수였다. 1909년 시즌에 기록한 52번의 희생타 기록은 단일 시즌 메이저 리그 4위의 기록이다. 1910년대에 부시보다 더 많은 득점을 기록한 선수는 타이 콥, 에디 콜린스, 트리스 스피커 뿐이다. 타이거스 유니폼을 입고 400도루 이상을 기록해 타이거스 프랜차이즈 역사상 타이 콥에 이어 두 번째로 많은 도루를 성공시켰다.
이후 워싱턴 세너터스(1923), 인디애나폴리스 인디언스(1924–1926, 1943–1944), 피츠버그 파이리츠(1927–1929), 시카고 화이트삭스(1930–1931), 신시내티 레즈(1933), 미니애폴리스 밀러스(1932, 1934–1938), 루이빌 커늘스(1939)의 감독직을 맡았다. 1927년 시즌에는 피츠버그의 감독으로 팀의 내셔널 리그 페넌트 우승을 이끌었으나, 1927년 월드 시리즈에서 뉴욕 양키스에게 시리즈를 내주었다.
1938년부터 1940년까지 루이빌 커늘스에서, 1941년부터 1952년까지 미니애폴리스 인디언스에서 공동 구단주를 맡기도 했으다. 1941년부터 1952년, 그리고 다시 1956년부터 1969년까지 미니애폴리스의 사장을 맡았으며, 1953년부터 1955년까지는 보스턴 레드삭스에서 스카우트로 일했다. 1963년 윈터 미팅 당시 킹 오브 베이스볼에 뽑혔으며, 인디애나폴리스에서는 '미스터 베이스볼'(Mr. Baseball)로 불렸고, 인디애나 야구 명예의 전당의 초대 헌액자로 선정되었다.

## 주해
1. ↑  자료들마다 도니 부시의 생년월일을 다르게 적고 있다. Baseball-Reference.com과 findagrave.com에서는 생년월일을 1887년 10월 8일로 적고 있다. 사회 보장 사망 색인(영어판)(SSN 317-05-4538)에서는 생년월일을 1887년 10월 3일로 적고 있다. 제1차 세계 대전 징집 등록 카드와 제2차 세계 대전 징집 등록 카드에서는 생년월일을 1888년 10월 8일로 적고 있다.